# Alfred Texel
Alfred Texel Schmidtke (* 29. března 1989 Plzeň) je český divadelní herec.
Texelovými prarodiči jsou režisérka ČRo Plzeň Marie Texelová a divadelní režisér Karel Texel. Druhý manžel M. Texelové, Jan Gross, působil jako herec v Divadle J. K. Tyla v Plzni. Již od dětství tak A. Texel vyrůstal v divadelním prostředí, které ho přivedlo na jeviště plzeňského divadla, kde byl od čtyř let obsazován do rolí dětí. Děti neztvárňoval pouze na divadle, ale také v rozhlasových hrách plzeňského studia Českého rozhlasu. Po maturitě na Gymnáziu v Blovicích nastoupil na obor činoherní herectví na Janáčkově akademii múzických umění v Brně, který úspěšně absolvoval v roce 2012. Od září téhož roku působí v brněnském Divadle Polárka a jako host v Divadle U Stolu a Husa na provázku. V současnosti (2014) se kromě herectví věnuje také studiu na FRRMS MENDELU v Brně.
Druhé příjmení Schmidtke patří jeho otci Alfredovi a je uváděno jako součástí celého jména od roku 2018.

## Umělecká činnost

### Divadlo Polárka
- Široký – M. Sopuch, R. Toman: Dlouhý, Široký a Bystrozraký,
- Šlechtislav – B. Krchňáková, J. Maceček: O hodném drakovi,
- Dr. Weissman – kolektiv autorů: PESkvil,
- Červená Brada – J. M. Barrie: Petr Pan,
- Hanuš – F. Nepil: Pět báječných strýčků,
- Jonathan Harker – B. Stoker: Drákula,
- Soudce Tuček – K. Čapek: Z jedné a druhé kapsy,
- Mili – L. Fuks: Spalovač mrtvol.

### Divadlo U stolu
- Ježíš/Josef/Pastýř – J. Zahradníček: Ježíškova košilka,
- Vaněk – V. Havel: Audience.

### Školní projekty a role
- Bob Neuer (L. Paleček, M. Sládeček: Au suivant – monodrama, režie: Lukáš Paleček),
- Benedict (W. Shakespeare: Mnoho povyku pro nic – klauzurní práce),
- Don Juan (Molière: Don Juan – klauzurní práce),
- Osip (A. P. Čechov: Platonov – klauzurní práce),
- Špagát, krysa (G. Grass: Povodeň, režie: Aleš Bergman),
- Doktor McSharry (M. McDonagh: Mrzák Inshmaanský, režie: Ivo Krobot),
- Hrabě Hohenzollern (H. von Kleist: Princ Homburský, režie: Ivan Buraj).

### Mimoškolní projekty a role během studia
- Boy/Reportér/Worthy (J. B. Ivan: 300 ľudí, režie: Adriana Totiková, Divadlo Lab Bratislava),
- Hlas chlapce (W. Wenders, P. Handke: Nebe nad Berlínem, režie: Miroslav Buriánek, ČRo Plzeň),
- Anton (M. Rilke: Café Umberto, režie Simona Nyitraryová, Studio Marta, Brno),
- Pavel (J. Hubička: Nehoda, režie Miroslav Buriánek, ČRo Plzeň).

### Filmy
- Kašlu na to online (krátkometrážní snímek),
- Flákač vs. Poctivka online (virální video).